# Tecnologia VMPress
La tecnologia WM Press è un trattamento meccanico-biologico dei rifiuti che consiste in una presso-estrusione realizzata tramite l'applicazione di pressioni elevate .

## Meccanismo
I Rifiuti Urbani Residui (RUR) vengono alimentati tramite una tramoggia ad un trituratore monoalbero “lacerasacchi” e successivamente sottoposti a deferrizzazione prima di essere inviati al trattamento di presso-estrusione, dove sono sottoposti ad una sorta di “spremitura” ad alta pressione (600-1.000 bar), realizzata per mezzo di una pressa, finalizzata alla separazione in due correnti costituite da:
- una frazione umida (circa il 40% in peso), che si presenta come una sorta di “polpa” avente caratteristiche omogenee e pezzatura ridotta, fattori che la rendono particolarmente idonea ad un successivo trattamento tramite digestione anaerobica, grazie anche alla spiccata porosità e alla elevata superficie di contatto disponibile per lo sviluppo delle popolazioni microbiche;
- una frazione secca (circa il 60% in peso), destinabile a valorizzazione energetica, caratterizzata da elevati valori della densità (0,6-1,0 t/m3), che nel caso di smaltimento in discarica consentono di ridurre sia i volumi richiesti, sia la formazione di biogas e percolato.

Nel corso del trattamento di digestione anaerobica è possibile conseguire un buon livello di conversione dei composti volatili, grazie alle ridotte dimensioni della massa.
Il digestato prodotto può essere inoltre sottoposto ad un trattamento aerobico ai fini di un suo eventuale impiego come ammendante.
Un utilizzo alternativo di tale tecnologia riguarda il trattamento della Frazione Organica del Rifiuto Solido Urbano (FORSU), al fine di produrre un gel organico da destinare a digestione anaerobica e alla produzione di un compost di qualità.

## Applicazioni
Attualmente la tecnologia VMpress è in uno stadio di sviluppo dimostrativo piuttosto avanzato. Sono in corso studi e sperimentazioni volti alla messa a punto di un processo di co-digestione della FORSU derivante da raccolta differenziata miscelata con fanghi di depurazione delle acque reflue, con produzione di biogas e compost di qualità.
Sono attualmente operativi due impianti:
- l'impianto di Alessandria (AL), che tratta 75.000 t/a di RUR tramite un presso-estrusore di tipo VM2035 della potenzialità di 30 -35 t/h;
- l'impianto di Kaiserslautern (Germania) che tratta attualmente circa 40.000 t/a di RUR, per il quale è prevista la possibilità di arrivare a trattare fino a 100.000 t/a.

Questa tecnologia alternativa di trattamento meccanico-biologico è stata messa a punto dalla società VMpress srl.
La tecnologia in questione è stata originariamente applicata al trattamento dei RUR, sui quali può operare una separazione della frazione secca (destinabile a recupero) e di una frazione umida sotto forma di “polpa” che, presentando caratteristiche chimico-fisiche similari a quelle di un refluo urbano, può essere destinata al recupero di materia ed energia tramite digestione anaerobica.
Successivamente l'impiego della tecnologia in questione è stato esteso anche al trattamento della FORSU proveniente da raccolta differenziata da destinare, assieme ad altri flussi (fanghi di depurazione), a digestione anaerobica per la produzione di energia e di un digestato avente caratteristiche di un ammendante di qualità.
Essendo tale tecnologia tuttora in fase di sviluppo, in base alla documentazione resa disponibile, non è possibile esprimere un giudizio di merito.
L'applicazione della presso-estrusione al trattamento dei rifiuti è comunque una tecnica nota da tempo, ma che non ha trovato a tutt'oggi applicazioni diffuse su scala industriale.
Sicuramente oggetto di verifica sono gli aspetti riguardanti le possibili problematiche di usura delle parti meccaniche a contatto con i rifiuti, nonché l'entità dei consumi energetici associati, fattori che possono condizionare pesantemente la fattibilità tecnica della soluzione proposta.